# Wijsheid van Jezus Sirach

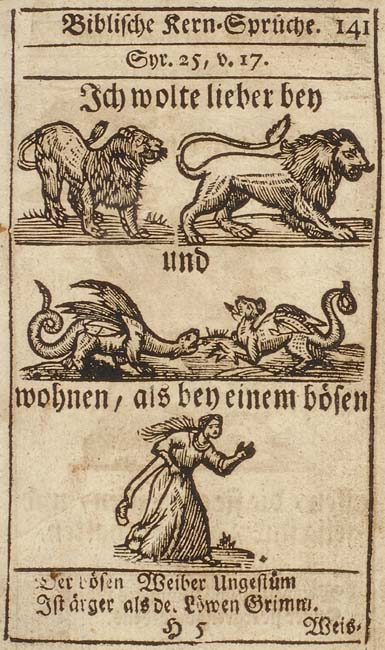
Ik leef liever samen met een leeuw en een draak dan met een kwaadaardige vrouw. (Sirach 25:16)

De Wijsheid van Jezus Sirach (ook: De wijsheid van Jezus, de zoon van Sirach, Wijsheid van Jozua Ben Sirach, Wijsheid van Ben Sirach of gewoon Sirach of Ecclesiasticus) is een deuterocanoniek boek. Het maakt geen deel uit van de Hebreeuwse Bijbel, en niet van de protestantse canon, maar wordt door de niet-protestantse kerken beschouwd als gezaghebbend.

## Inleiding

### Datering
De Hebreeuwse versie is rond 180 v. Chr. geschreven te Jeruzalem. Hogepriester Simon, die in 195 v. Chr. overleed, wordt postume eer bewezen. De ontheiliging van de tempel door Antiochus IV Epiphanes in 168 v. Chr. wordt niet genoemd. Het boek zal dus geschreven zijn tussen 195 en 170 v. Chr. De Griekse vertaling, die bekend is uit de Septuagint, is in het oude Egypte gemaakt door de kleinzoon van de schrijver, die in 132 v. Chr. daar was komen wonen. Hiermee kunnen we het boek preciezer dateren dan andere Bijbelboeken.

### Geschiedenis van de tekst
De oorspronkelijke, Hebreeuwse tekst is nog gezien door Hiëronymus van Stridon en door Saadia Gaon (882-942) en lijkt daarna van de aardbodem verdwenen. Men beschikte over de Septuagint die twee teksttypes doorgaf: de kortere tekst die gevonden wordt in de Codex Vaticanus, de Codex Sinaïticus en de Codex Alexandrinus ligt het dichtst bij het origineel; de langere tekst, die gevonden wordt in minuskels, dateert echter wel van vóór 215 na Chr., want ze wordt geciteerd door Clemens van Alexandrië die dat jaar stierf.
Eind 19e eeuw werd een aantal Hebreeuwse tekstgedeelten ontdekt, die alle afkomstig bleken uit de genizah van Caïro. In 1964 werd in Masada, Israël, een rol ontdekt die de Hebreeuwse tekst van hoofdstuk 39 tot 44 bevat. Ook in Qumran werden fragmenten gevonden; in grot 2 en grot 11. Men beschikt nu over 70% van de Hebreeuwse tekst.
De Syrische vertaling gaat onafhankelijk van de Griekse terug op het Hebreeuwse origineel.

### Canoniciteit
De vroege kerk gebruikte de Septuagint als deel van de Bijbel, en zo kwam het boek de christelijke canon zonder veel moeite binnen.
Het lijkt er op dat de joodse gemeenschap alleen boeken canoniek verklaarde waarvan men aannam dat Ezra ze gekend had. De precieze datering (180 v.Chr.) sluit dat uit. Hoe dan ook is dit boek niet als canoniek geaccepteerd door het Jodendom, maar wordt wel met instemming genoemd in de Babylonische Talmoed (zie Chagiga 13a).
De hervormers zoals Luther, voegden zich naar de Hebreeuwse Bijbel, en verklaarden het boek apocrief, waarbij aangetekend werd dat het wel nuttig was en gelezen kon worden, maar niet op één lijn met de (overige) Bijbelboeken stond.
De Rooms-Katholieke Kerk bevestigde op het Concilie van Trente en het Eerste Vaticaans Concilie juist het leergezag van de Vulgaat en daarmee van de Septuagintversie van de Wijsheid van Jezus Sirach. Brontekst voor bijvoorbeeld de NBV is daarmee de Septuagint; op sommige plekken is deze gecorrigeerd naar het oorspronkelijke Hebreeuws.

### Achtergrond
Na de dood van Alexander de Grote in 302 v.Chr., kwam Palestina onder de heerschappij van Hellenistisch Egypte.
In 220 v.Chr. wordt Simon die genoemd wordt in hoofdstuk 50, hogepriester; deze restaureert de tempel en sterft rond 195 v.Chr.
In 198 v.Chr. neemt de Syrisch (ook wel Selucidisch)-Hellenistische heerser Antiochus III de Grote het land in. Zijn zoon Antiochus IV Epiphanes plundert de tempel. Als hier protest tegen komt, verbiedt hij de joodse godsdienst. De opstand die hierdoor in 168 v.Chr. ontstaat, is bekend van de boeken van de Makkabeeën. Uit het feit dat het boek over deze ontstellende gebeurtenissen zwijgt, moeten we concluderen dat het tussen 195 (dood van Simon) en 168 (ontheiliging van de tempel) geschreven is.

### Schrijver
De schrijver wordt in de Griekse tekst (50: 27) "Jezus de zoon van Sirach van Jeruzalem" genoemd en noemt zichzelf de kleinzoon van Jezus. Het exemplaar van Saadia Gaon had de tekst "Simon, zoon van Jozua, zoon van Eleazar ben Sira"; en een vergelijkbare lezing vindt men in het Hebreeuwse manuscript B. Het verschil zit vooral in de volgorde; de juistheid van de naam "Simon" wordt bevestigd door de Syrische versie, die "Jozua, zoon van Simon, bijgenaamd Bar Asira" heet. Het verschil tussen de twee versies, "Bar Asira" en "Bar Sira" is niet noemenswaardig, "Asira" ("gevangene") was een populaire variant van "Sira". Het lijkt aannemelijk dat de naam van de schrijver Jozua, zoon van Simon, zoon van Eleazar ben Sira was.
Uit 38:25 tot 39:11 valt op te maken dat Jezus Sirach een professioneel Schriftgeleerde was. Hij probeerde, kunnen we verder uit het boek opmaken, een verbinding te leggen tussen de Tora, Profeten en Geschriften (dus de Hebreeuwse Bijbel) en de actuele gebeurtenissen. Hij schrijft in het Hebreeuws, de taal van de Bijbel.
Het lijkt erop dat hij graag reisde.
Uit 51:28,29 concluderen sommigen dat de schrijver leraar was aan een school. We weten echter niet of hoofdstuk 51 geen later invoegsel is. In de grot 11 van Qumran is een fragment van hoofdstuk 51 gevonden dat zich tussen de rol van de psalmen bevindt.
50:27 laat zich lezen als een afsluiting:
Lessen in inzicht en kennis zijn geschreven in dit boek
door Jezus, de zoon van Eleazar, de zoon van Sirach, uit Jeruzalem. Hij liet wijsheid stromen uit zijn hart.

## Indeling
De voorstelling van wijsheid als een vrouw in hoofdstuk 24 scheidt twee delen van elkaar. Deel 2 (vanaf H24) verwijst vaker naar Thora en recente gebeurtenissen.
| plek           | intro                     | plek      | autobiografie                                | plek          | thema                                                           |
| -------------- | ------------------------- | --------- | -------------------------------------------- | ------------- | --------------------------------------------------------------- |
| 1:1 - 2:18     | Wijsheid komt van God     |           |                                              | 3:1 - 4:10    | Respecteer je ouders                                            |
| 4:11-19        | Wijsheid brengt zegen     |           |                                              | 4:20-6:17     | Bescheidenheid, betrouwbaarheid, oprechtheid                    |
| 6:18-37        | Zoek naar wijsheid        |           |                                              | 7:1 - 14:19   | Omgangsregels op allerlei gebied                                |
| 14:20 - 15:10  | Wijsheid brengt geluk     |           |                                              | 15:11- 23:27  | Wacht u voor de zonde                                           |
|                |                           |           |                                              |               |                                                                 |
| 24:1-29        | Wijsheid prijst zich aan  | 24 :30-34 | Mijn roeping                                 | 25:1 - 32:13  | Schets van de Hebreeuwse samenleving                            |
| 32:14 - 33:15  | Tegenstellingen           | 33:16-19  | Ik kwam achteraan, maar God spreekt door mij | 33:20 - 38:23 | Er zijn goede en kwade (offers, schriftgeleerden, vrienden enz) |
| 38: 24 - 39:11 | De ideale schriftgeleerde | 39:12-15  | Ik ben er vol van                            | 39:15 - 50:23 | De Schepping, de Thora, Simon de Hogepriester                   |

## Vertaling
Er zitten enkele opvallende verschillen tussen de Hebreeuwse tekst en de vertaling die de LXX in het Grieks biedt:

### Opstanding der doden
In de Hebreeuwse versie is “de worm” het eind van de mens, in de Griekse tekst is de worm (en vuur) het eind van de goddeloze (7:17).
Misschien was het de strijd van de Makkabeeën tegen de Syrische overheersing, die opnieuw duidelijk maakte, dat in dit aardse leven niet altijd loon naar werken wordt uitbetaald en een voorstelling van een oordeel na de dood concreter maakte (bijvoorbeeld 2 Makkabeeën 7). Juist de Chassidim, de vromen werden door de anti-joodse Antiochus IV Epifanes vermoord.
Deze vrijheidsstrijd (168 – 165 v.Chr.) valt precies tussen het schrijven van de Hebreeuwse versie en de Griekse vertaling van Sirach.
(Daniël 12:2 noemt de opstanding in een gedeelte dat de strijd van de Makkabeeën in deze periode beschrijft; Bijbelwetenschappers dateren de visioenen van Daniël dikwijls ook in deze periode. Als de profetieën eerder zijn ontvangen, dan hadden ze toch grotendeels betrekking op deze periode en bleven bovendien verzegeld, zoals de engel zei.)

### Gods naam
- Hebreeuws van 50:22: “JHWH, de God van Israël”
- Grieks: “De God van alles wat bestaat”